# Вилья-Гобернадор-Гальвес
Вилья-Гобернадор-Гальвес (исп. Villa Gobernador Gálvez) — город и муниципалитет в департаменте Росарио провинции Санта-Фе (Аргентина).

## История
Хосе Гальвес, ставший в 1886 году губернатором провинции Санта-Фе, нанял для строительства железных дорог итальянского инженера Энрико Москони. Тот приобрёл в частную собственность землю, на которой в 1888 году основал населённый пункт, названный в честь губернатора Гальвеса. В 1962 году населённый пункт получил статус города.